# Hampsonodes rufula
Hampsonodes rufula är en fjärilsart som beskrevs av Paul Dognin 1907. Hampsonodes rufula ingår i släktet Hampsonodes och familjen nattflyn. Inga underarter finns listade i Catalogue of Life.